# Jatropha curcas
Ятрофа куркас (Jatropha curcas) — рослина родини молочайні, зростає в Центральній Америці.

## Біологічний опис
Це — чагарник близько 5-6 м заввишки. Листки чергові, овальні, загострені, в основі серцеподібні, 3-5-часточкові, 6-40 см завдовжки і 6-35 см шириною, сидять на черешках 2,5-7,5 см завдовжки, зелені або світло-зелені, блискучі.
Квітки жовтуваті, чашкоподібні. Жіночі численні, зібрані в зеленуваті щитки. Чоловічі квітки поодинокі.
Плід — трехстворчата капсула 2,5-4 см завдовжки.

## Використання
Насіння рослини містить 27-40 % олії. Олія після її переробки придатна для використання як дизельного палива.
Насіння є отруйним, не зважаючи на оманливий приємний смак. Кожна насінина містить не менше 55 % біологічно активної речовини «Hell oil», яке блокує синтез білка в кишечнику і може привести до смерті.